# Vikes
Vikes è un film del 2017 diretto da Tenney Fairchild.

## Trama
Prendendo spunto dall'energica campagna di Ida, la ragazza di cui è innamorato, per bandire la squadra di calcio di una scuola in competizione, Thorvald inizia una campagna per modificare la mascotte della propria scuola, un vichingo, in qualcosa che sia meno offensivo per gli scandinavi. Si ritroverà però a doversi scontrare con la resistenza dei suoi genitori, dei suoi compagni di classe e praticamente di tutti gli altri in città, incluso il fidanzato di Ida, T-Bone, il capitano della squadra di football dei Vikings.